# Ranunculus indivisus
Ranunculus indivisus (Maxim.) Hand.-Mazz. – gatunek rośliny z rodziny jaskrowatych (Ranunculaceae Juss.). Występuje endemicznie w Chinach, w południowo-zachodnim Gansu, środkowym i północno-wschodnim Qinghai, w Shanxi oraz północno-zachodniej części Syczuanu. 

## Morfologia
PokrójBylina o lekko owłosionej pędach. Dorasta do 8–35 cm wysokości.
LiścieMają owalny lub deltoidalnie owalny kształt. Mierzą 1–3 cm długości oraz 1–3 cm szerokości. Nasada liścia ma prawie sercowaty lub prawie ucięty kształt. Brzegi są karbowane lub ząbkowane. Wierzchołek jest zaokrąglony lub tępy. Ogonek liściowy jest nagi i ma 2–5 cm długości.
KwiatySą pojedyncze. Pojawiają się na szczytach pędów. Mają żółtą barwę. Dorastają do 10–17 mm średnicy. Mają 5 eliptycznych działek kielicha, które dorastają do 4–5 mm długości. Mają 5 owalnych płatków o długości 5–9 mm.
OwoceOwłosione niełupki o odwrotnie jajowatym kształcie i długości 1–2 mm. Tworzą owoc zbiorowy – wieloniełupkę o jajowatym kształcie i dorastającą do 3–5 mm długości.

## Biologia i ekologia
Rośnie na łąkach. Występuje na wysokości od 2100 do 4300 m n.p.m. Kwitnie od lipca do września. 

## Zmienność
W obrębie tego gatunku wyróżniono jedną odmianę:
- Ranunculus indivisus var. abaensis (W.T. Wang) W.T. Wang